# 名古屋市立西中島小学校
名古屋市立西中島小学校（なごやしりつ にしなかじましょうがっこう）は、名古屋市中川区西中島二丁目にある公立小学校。

## 歴史
1977年（昭和52年）4月1日、名古屋市立中島小学校分校として設置される。翌年4月に西中島小学校として分離している。

### 児童数の変遷
『愛知県小中学校誌』（2018年）によると、児童数の変遷は以下の通りである。
| 1978年（昭和53年） | 585人 |  |
| 1987年（昭和62年） | 570人 |  |
| 1997年（平成9年）  | 472人 |  |
| 2007年（平成19年） | 403人 |  |
| 2017年（平成29年） | 322人 |  |

## 通学区域
所管する名古屋市教育委員会は、2018年（平成30年）9月1日現在、中川区のうち、昭和橋通9丁目・
中島新町四丁目・西中島一丁目・西中島二丁目・畑田町・東起町の全域および昭和橋通5～6丁目の各一部を通学区域として指定している。
また、卒業後の進学先は名古屋市立高杉中学校となっている。

## 交通アクセス
- 名古屋市営バス中川車庫前停留所が最寄りバス停である[WEB 1]。

### WEB
1. 1 2  名古屋市役所教育委員会事務局総務部企画経理課企画統計係 (2018年9月18日). “中川区の小・中学校一覧”.   名古屋市. 2018年11月14日閲覧。
2. ↑  名古屋市教育委員会事務局総務部教育環境計画室計画係 (2018年9月1日). “名古屋市立小・中学校の通学区域一覧（中川区）” (PDF).   名古屋市. 2018年11月15日閲覧。
3. ↑  名古屋市教育委員会事務局総務部教育環境計画室計画係 (2018年4月1日). “名古屋市立中学校区一覧（小→中）” (PDF).   名古屋市. 2018年11月14日閲覧。

### 文献
1. 1 2  中川区制50周年記念誌編集委員会 1987, p. 417.
2. ↑  六三制教育七十周年記念 愛知県小中学校誌 合同記念誌編集特別委員会 2018, p. 231.